# کارآگاه خصوصی (فیلم)
کاراگاه خصوصی (به انگلیسی: Peeper) یک فیلم کمدی و معمایی آمریکایی محصول سال ۱۹۷۵ به کارگردانی پیتر هایمز با بازی مایکل کین در نقش یک کارگاه خصوصی سرگردان است.

## بازیگران
- مایکل کین … لسلی تاکر
- ناتالی وود … الن پرندگراد
- کیتی وین … پرندگرست
- مایکل کنستانتین
- ثیر دیوید … فرانک پرندگراد
- تیموتی کری
- لیام دان … بیلی پت
- دان کالفا
- دورتی آدامز
- بافی دی
- رابرت ایوتو … باتلر
- لیز رنای … استریپر
- پال جبارا

## تولید
شروع به فیلمبرداری این فیلم در ۱ ژوئن ۱۹۷۴ انجام شد.